# Alex Ranghieri
Alex Ranghieri (* 18. Juni 1987 in Pordenone) ist ein italienischer Volleyball- und Beachvolleyballspieler.

## Karriere Hallen-Volleyball
Ranghieri spielte von 2004 bis 2013 Hallenvolleyball bei verschiedenen italienischen Vereinen. In seiner Jugend war er im heimatlichen Cordenons und bei Sisley Treviso aktiv. Von 2006 bis 2009 spielte der Außenangreifer in der Serie B bei Robur Ravenna. Danach kam Ranghieri in der Serie A2 für Marcegaglia Ravenna, Sir Safety Perugia und Pallavolo Loreto zum Einsatz.

## Karriere Beachvolleyball
Seit 2010 ist Ranghieri auch im Beachvolleyball aktiv. Auf der FIVB World Tour hatte er an der Seite von Andrea Tomatis zunächst keine vorderen Platzierungen. 2011 und 2012 hatte Ranghieri mit Matteo Varnier bzw. mit Matteo Cecchini nur sporadische Einsätze. 2013/2014 spielte Ranghieri wieder zusammen mit Tomatis, diesmal wesentlich erfolgreicher. Ranghieri/Tomatis hatten auf der World Tour einige Top-Ten-Platzierungen und landeten bei der Europameisterschaft 2014 in Cagliari auf Platz neun. Mit Marco Caminati gelang Ranghieri bei den Luzern Open der erste Sieg auf der FIVB World Tour.
Seit 2015 trat Ranghieri mit Adrian Carambula auf der FIVB World Tour an. Beim Poreč Major belegten Carambula/Ranghieri den dritten Platz. Bei der Europameisterschaft in Klagenfurt verloren sie erst im Finale und gewannen damit die silberne Auszeichnung. Ende 2015 gewannen sie das Antalya Open und Anfang 2016 das Doha Open auf der World Tour, auf der sie noch mehrere weitere Top-Ten-Resultate erzielen konnten. Bei den Olympischen Spielen in Rio de Janeiro belegten Carambula/Ranghieri ebenso wie beim World Tour Final in Toronto Platz neun. Nach einigen schwächeren Ergebnissen auf der World Tour 2017, einem 17. Platz bei der Weltmeisterschaft in Wien und einem fünften Platz bei der Europameisterschaft in Jūrmala trennten sich die beiden.
Bereits 2016 und 2017 spielte Ranghieri zwischendurch einige Turniere zusammen mit Caminati und wurde Vierter beim Grand Slam in Long Beach. 2018 und 2019 war Caminati sein fester Partner auf der World Tour. Die beiden Italiener starteten auch bei der Weltmeisterschaft 2019 in Hamburg und schieden in der Lucky-Loser-Runde aus. 2021 bildete Ranghieri ein Duo mit Marco Viscovich, allerdings ohne größere Erfolge. Von Oktober 2021 bis August 2022 spielte Ranghieri mit Daniele Lupo. Bei der Beachvolleyball-Weltmeisterschaft 2022 in Rom erreichten Lupo/Ranghieri Platz neun, während sie bei der Beach-EM in München bereits in der ersten KO-Runde ausschieden.
Nach einigen Turnieren mit Marco Viscovich im Oktober spielt Ranghieri seit November 2022 wieder mit seinem ehemaligen Partner Adrian Carambula. Im australischen Torquay wurden die beiden beim Challenge-Turnier Zweite und beim anschließenden Elite16-Turnier Dritte. 2023 wurden sie Fünfte bei den Pro Tour Finals 2022 sowie bei den Elite16 in Tepic, Ostrava und Gstaad. Noch besser lief es bei gleichwertigen Wettbewerben in Doha und Montreal. Dort sicherten sich die Italiener jeweils die Bronzemedaille. Die Europameisterschaften beendeten sie ebenso wie die WM und das Tourfinale auf dem geteilten neunten Platz. Beste Resultate der World Tour 2024 waren Achtelfinaleinzüge bei Challenger-Events in Guadalajara und Stare Jablonki. In den Hauptwettbewerb eines Elite16 schafften sie es nur in Tepic. Dort wurden sie allerdings Letzte in ihrem Pool. Bei den Olympischen Spielen schieden sie nach den Gruppenspielen trotz der gewonnenen Begegnung gegen die Tabellenzweiten durch den schlechtesten Ballpunktequotient der drei sieggleichen Kontrahenten als Poolvierte aus. Anschließend wurden sie Dritte bei den italienischen Meisterschaften.